# Shelter (grup hardcore)
Shelter és un grup de música hardcore punk format pel cantant Ray Cappo. Les seves lletres estan influenciades per la filosofia hinduista Hare Krixna, per aquest motiu l'estil musical de Shelter és sovint anomenat com a krixnacore.

## Història
L'any 2001, el grup va publicar el disc The Purpose, The Passion. El 2002, després de girar per Europa i la costa est dels Estats Units d'Amèrica amb un nou bateria i un guitarrista nou, el grup va fer un parèntesi en la seva carrera musical.
El 2005, Ray Cappo va enregistrar un nou disc d'onze cançons titulat Eternal que contenia una revisió d'«In Defense of Reality». Eternal va publicar-lo el mes de maig de 2006 la discogràfica Good Life Recordings. Shelter també va realitzar una gira europea amb músics holandesos formant part de la banda. Shelter va fer dos concerts de reunió l'any 2011 a les ciutats de Göteborg i Reading.
L'any 2018 Shelter, amb Sammy Siegler a la bateria, es reuní un altre cop per a realitzar una gira pels Estats Units i dos concerts a Europa, a Berlín i al festival hardcore de la ciutat flamenca de Ieper.

## Membres

### Formació original
- Ray Cappo
- Dave Ware
- Todd Knapp
- Tom Capone
- William Knapp

### Antics membres
- Jamie Whitehead
- Graham Land
- Chris Interrante (a.k.a. Krsna-Caitanya dasa)
- Eric Dailey (a.k.a. Ekendra dasa)
- Vic DiCara (a.k.a. Vraja Kishor dasa)
- John Porcelly (a.k.a. Paramananda dasa)
- Alex Garcia-Rivera
- Dave DiCenso
- Adam Blake (H2O)
- Franklin Rhi
- Sri Keshava (Baby Gopal)
- Trey Files
- Daniel Johansson (Versant, Shiny Toy Guns)
- Ken Olden
- Drura Parrish
- Conor Adam Logan
- Tyler Lawrence
- Norman Brannon (anteriorment Norm Arenas)
- Mat Malouin
- Bryan K. Christner
- Bip Bop McGillicuddy
- Aaron Rossi
- Sammy Dirksz (a.k.a. Sankirtanaika-pitarau dasa)
- Perry Poldervaart
- Cesco Willemse
- Philip J. Kaplan
- Edwin Verhiest
- Marc Hoogenboom
- Jason Grotrian (Eye for an Eye)
- Mackie Jayson
- Will Joyce
- Antonio Valladares
- Mike White (Negative Male Child)
- Tim Brooks (Bold)
- Sammy Siegler

## Discografia
- No Compromise 7" (Equal Vision, 1990)
- Perfection of Desire (Revelation Records, 1990)
- In Defense of Reality 7" (Equal Vision, 1991)
- Quest For Certainty (Equal Vision/De Milo Records, 1992)
- Attaining The Supreme (Equal Vision, 1993, EVR7)
- Shelter Bhajan (Equal Vision, 1993)
- Standard Temple (Equal Vision, 1993)
- Mantra (Roadrunner Records, 1995)
- Here We Go (Roadrunner, 1995)
- Message of the Bhagavat 7" (Supersoul, 1995)
- Whole Wide World (CD single) (Roadrunner, 1997)
- Beyond Planet Earth (Roadrunner, 1997)
- Quest For Certainty (Reedició) (Revelation Records, 1998)
- Chanting & Meditations (Krishna Core, 1998)
- When 20 Summers Pass (Victory Records, 2000)
- The Purpose, The Passion (Supersoul, 2001)
- Eternal (Good Life Recordings, 2006)

## Bandes relacionades
- 108 – Vic DiCara, Franklin Rhi
- Bad Brains – Mackie Jayson
- 76% Uncertain – Dave Ware, Todd Knapp, William Knapp
- Battery – Ken Olden, Graham Terra
- Better Than a Thousand– Ray Cappo, Ken Olden, Graham Land
- Beyond – Tom Capone, Vic DiCara
- Bold - Tom Capone, Tim Brooks
- Burn – Vic DiCara
- C.I.A. – William Knapp
- Cro-Mags – Mackie Jayson
- Crown of Thornz- Franklin Rhi
- Count Us Out - Jacob Robinson
- Damnation A.D. – Ken Olden
- Face the Enemy – Ken Olden, Graham Land
- Far Cry – Ken Olden
- Fort Knox – Ken Olden
- Guardrail – Conor Adam Logan
- H2O – Adam Blake
- Handsome - Tom Capone
- Hazen St. - Mackie Jayson
- The Icemen- Mackie Jayson
- Inside Out – Vic DiCara
- Instruction – Tom Capone
- Issue One – Conor Adam Logan
- Judge – John Porcelly
- Last of the Famous - John Porcelly, Daniel Johansson
- Magic Pic – Conor Adam Logan
- Nausea – Roy Mayorga
- Never Surrender – John Porcelly
- Project X – John Porcelly
- Quicksand – Tom Capone
- Ray & Porcell – Ray Cappo, John Porcelly
- Reflex From Pain – Ray Cappo, Dave Ware, Todd Knapp, William Knapp
- Shallow - Conor Adam Logan
- Shiny Toy Guns – Daniel Johansson
- Shyster Shyster & Flywheel – Todd Knapp, William Knapp
- Soulfly – Roy Mayorga
- Stone Sour- Roy Mayorga
- Strife – Franklin Rhi
- Superfallingstars – William Knapp
- Versant – Daniel Johansson
- Violent Children – Ray Cappo
- When Tigers Fight – Ken Olden
- The Logan – Conor Adam Logan
- Days in Between – Conor Adam Logan
- Ten Times a Day – Conor Adam Logan
- Texas Is The Reason – Norm Arenas
- Victory Within – Conor Adam Logan
- Worlds Collide – Ken Olden, Graham Land
- Youth of Today – Ray Cappo, John Porcelly